# 閹雞

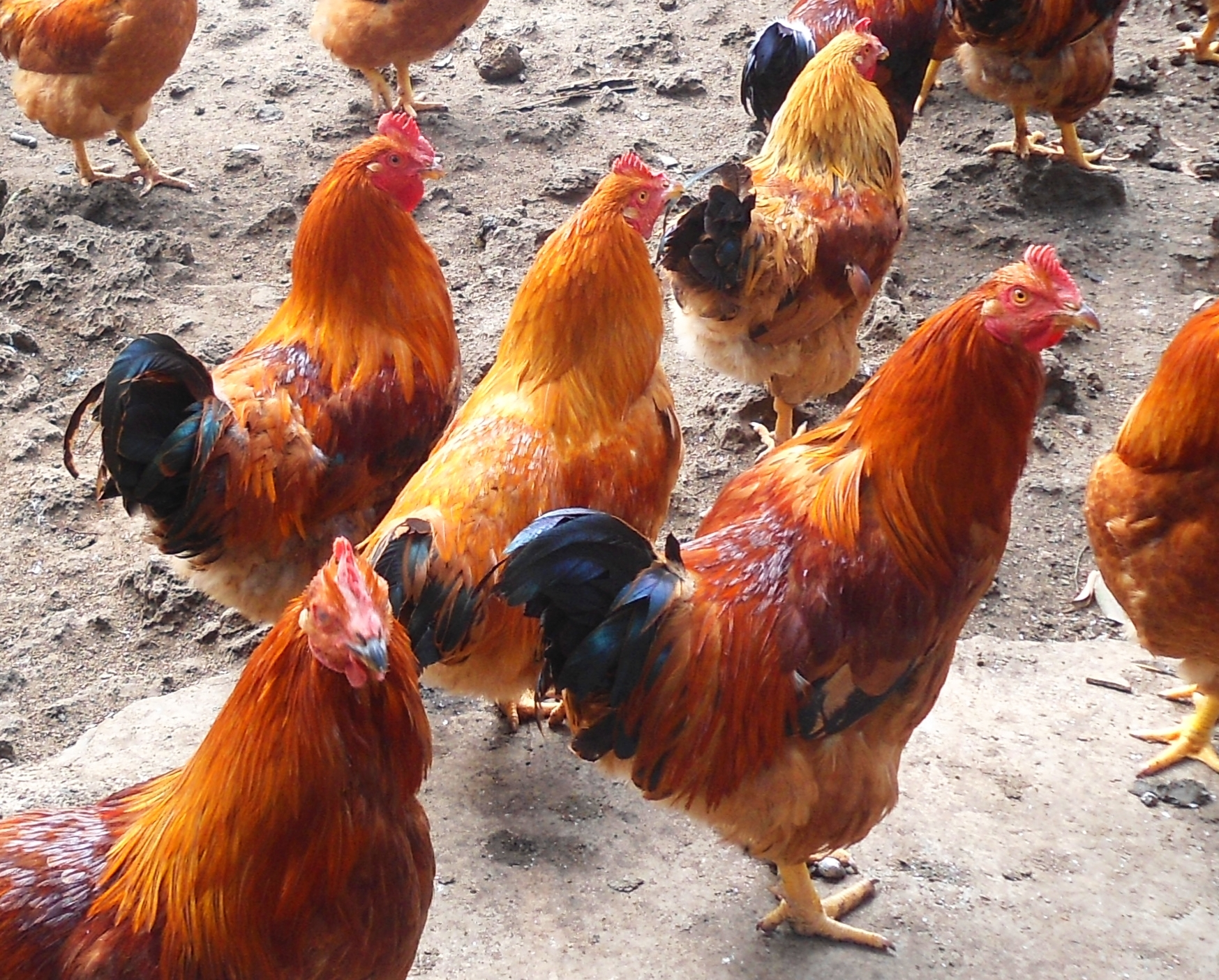
海南省的活閹雞，其頭部、肉冠和肉垂都比較小

閹雞，粤语稱為騸雞，是被去勢的公雞（可能是切除睪丸，或是用其他化學方式去勢）通常在出生後6~20週進行，目的是為了使肉質變的更好，在一些國家（例如西班牙）會再強迫餵食，來使閹雞增肥。

## 历史

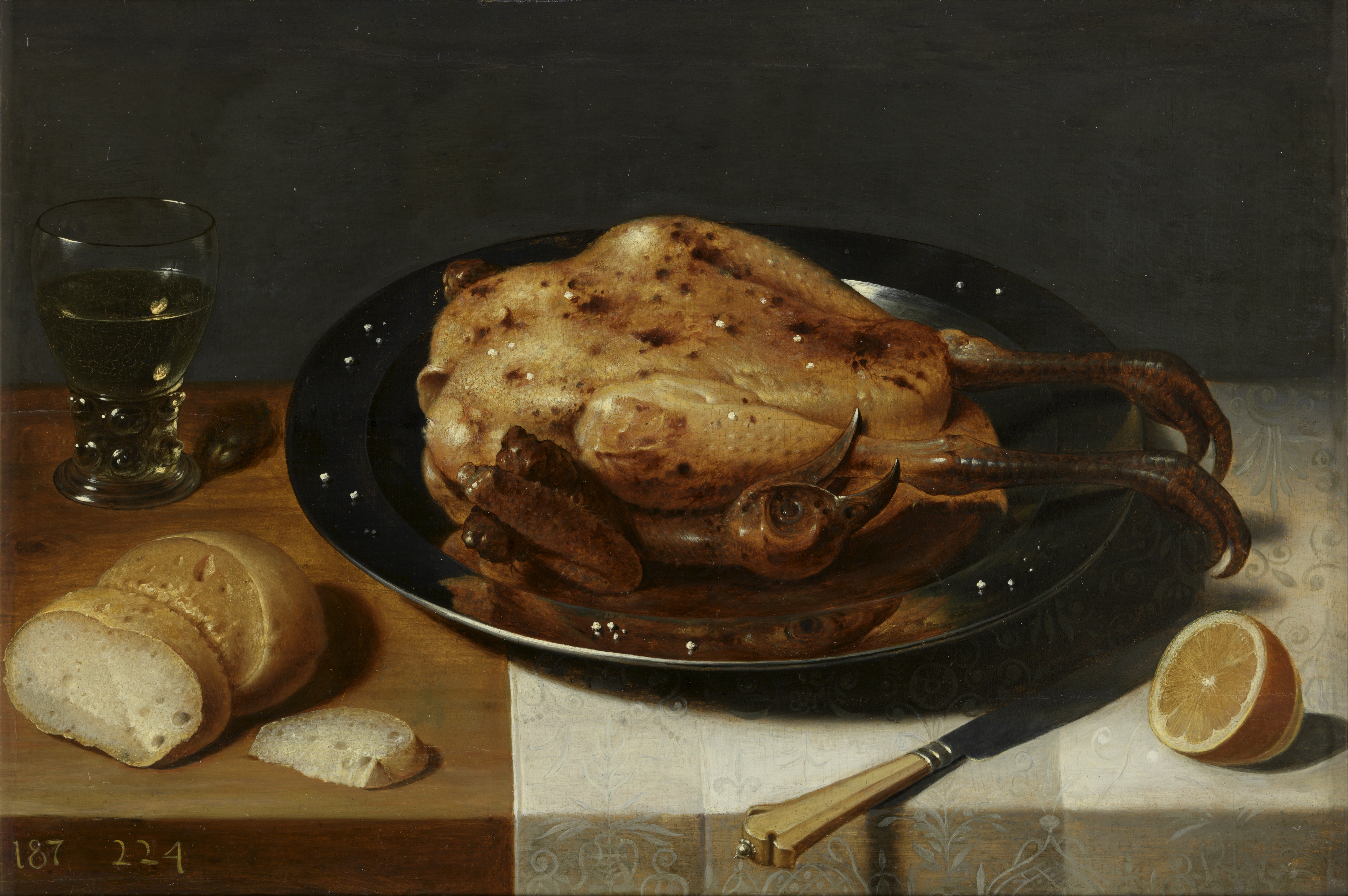
戴维·雷卡特二世的作品，靜物、檸檬和閹雞

閹雞的起源有許多不同的說法。在中国古代、古希臘以及古羅馬都有閹雞的作法。
現今有找到罗马共和国時有關閹雞的記錄＂：西元前162年的羅馬法律為了節約穀物配給的原因，禁止閹母雞，因此羅馬人改為閹公雞，其體積可以長到原來的兩倍:305。這也是中古時期常見的作法，美食教科書中將閹雞描述為首選的家禽:309
法國也刻意的維持閹雞的傳統，並且將此技術擴展到全法國。
威廉·莎士比亚在《皆大歡喜》話劇（大約1600年所著）中，著名的世界是個舞臺獨白中有提到閹雞。他將閹雞敘述為有有錢人的食物。在獨白中有提到人生包括了七個階段，其中第五個階段是一個已經擁有智慧和財富的中年男子。其中有提到"The Justice, In fair round belly, with a good capon lin'd"。此外，其中的角色法斯塔夫也很喜歡吃閹雞。

## 去势的影响
公雞在去势後就變成閹雞了。去势可能是以手術方式去除雞的睾丸，也可能是植入雌激素。不論是用什麼方式，其雄性荷爾蒙已不再發揮作用。去势一般會在公雞發育成熟之前進行，因此其後續的發育就不會受到雄性性类固醇的影響。
閹雞由於沒有雄性荷爾蒙的影響，不會像一般的公雞那麼有攻擊性，因此比較容易照顧，也可以和其他的閹雞放在一起，不會有互相打鬥的情形。
缺乏雄性荷爾蒙也讓閹雞肉比較沒有腥味。閹雞肉比公雞肉或是母雞肉更溼潤、更嫩、更香，這不是因為在發育時荷爾蒙的差異，也因為閹雞的活動力沒有公雞那麼強，因此肉比較溼潤，脂肪也較多。
和一般公雞比較，閹雞的頭比較小，其肉冠和肉垂也比較小。
在工業化肉品生產中，很少會使用閹雞。其養殖方式是讓雞很快的成熟，可能五週以後就送到市場。在此情形下養殖的閹雞，口感和一般雞肉類似，因此沒有經濟效益。

## 各地的閹雞料理

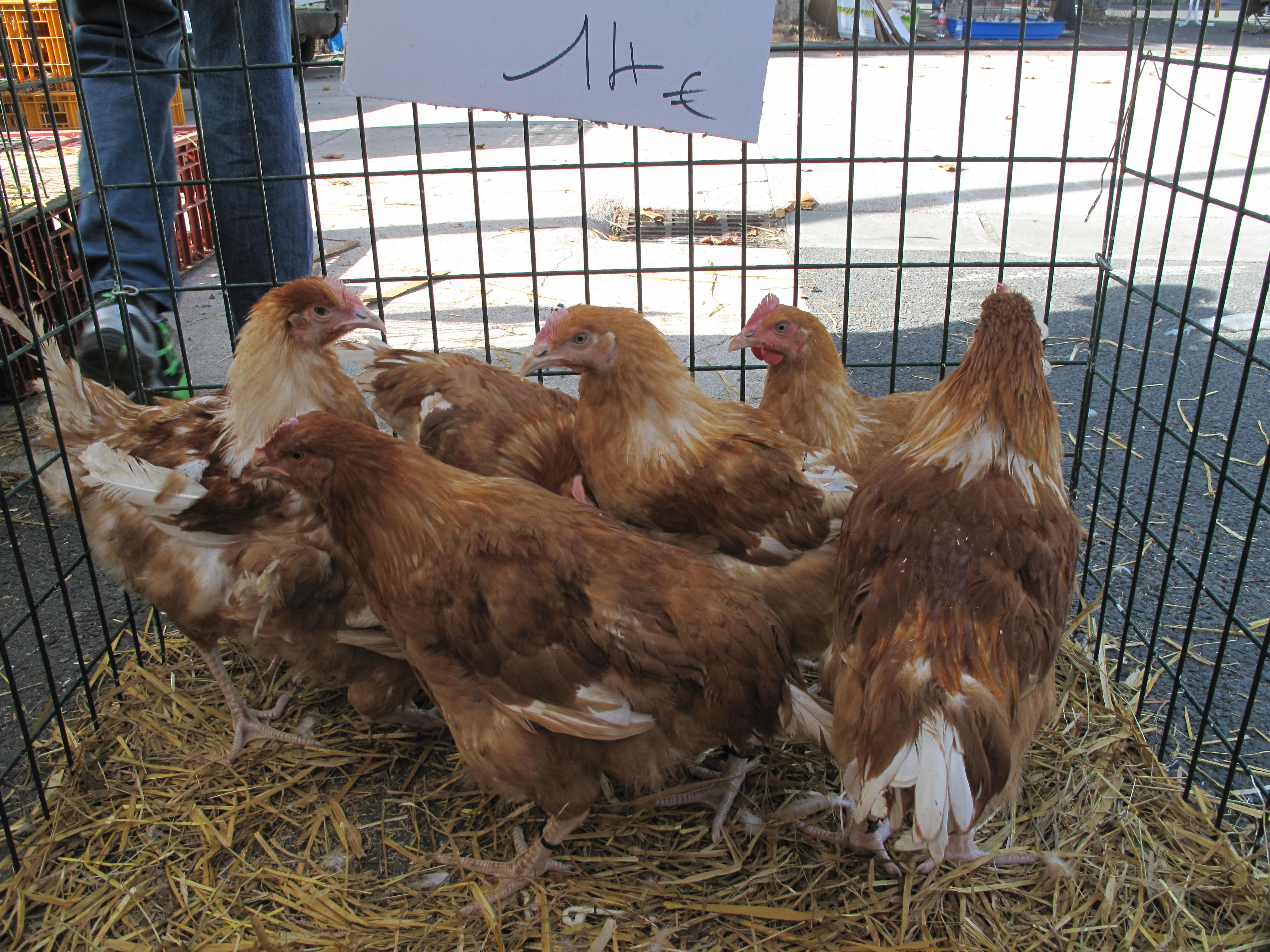
法國市場中的閹雞

法國許多的地區有閹雞，最著名的有热尔省以及汝拉山地區。閹雞也是布雷斯的特產（Chapon de Bresse），其閹雞和其他地區的不同。布雷斯的閹雞只用布雷斯雞，有特殊的飲食，其此其肉質比其他地區或品種的閹雞更嫰，是理想的肉品。
北意大利許多地區也有閹雞，例如皮埃蒙特大区、弗留利-威尼斯朱利亚大区、艾米利亚-罗马涅大区和马尔凯大区。在二十世紀初，閹雞是托斯卡纳大区以及北義大利地區聖誕節的主食，這對平民和工人阶级家庭而言，是很稀有的菜餚。
西班牙的北部也會在聖誕節享用閹雞。比拉尔瓦和卢戈的閹雞特別出名，全西班牙都有販售。

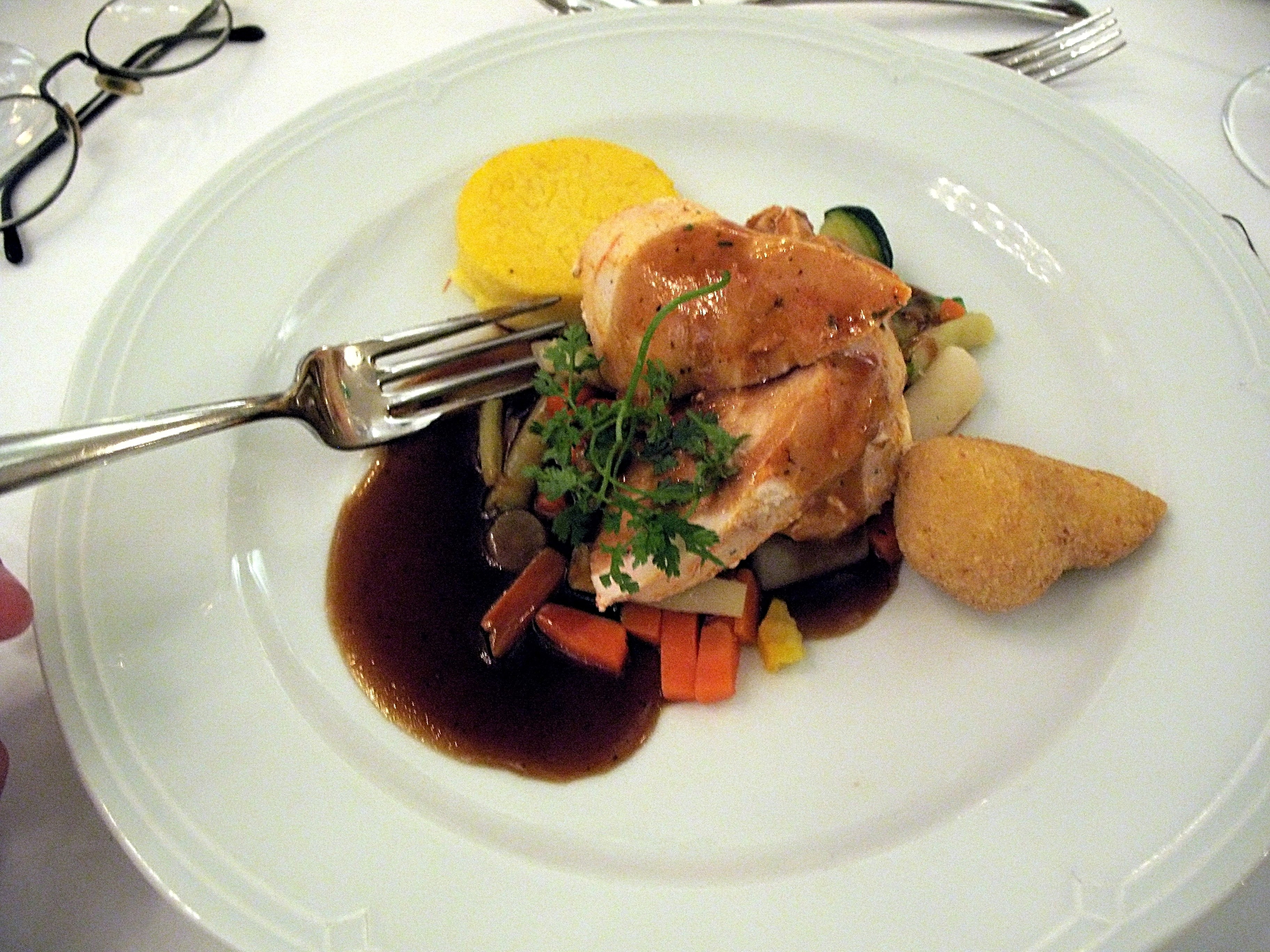
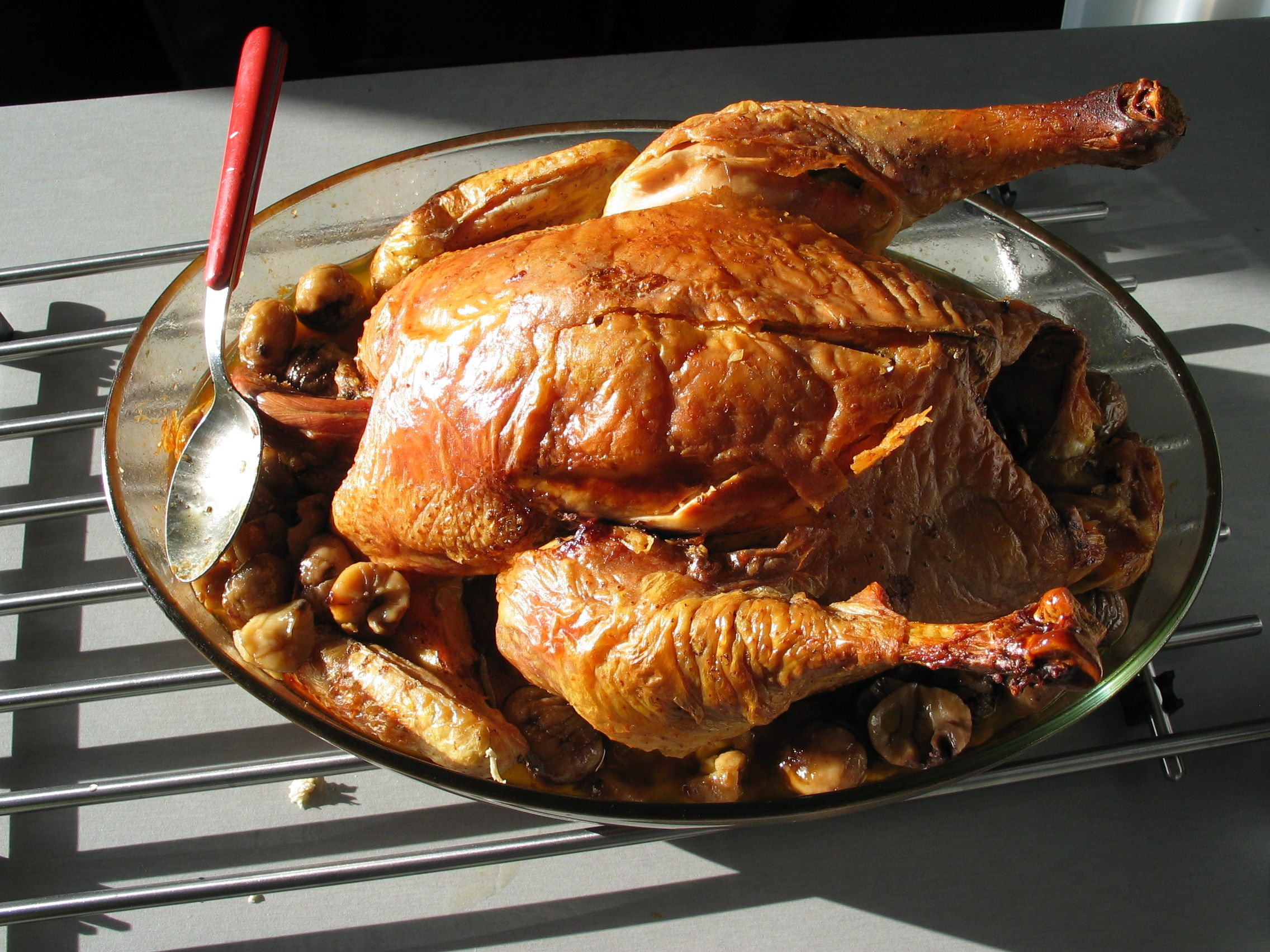
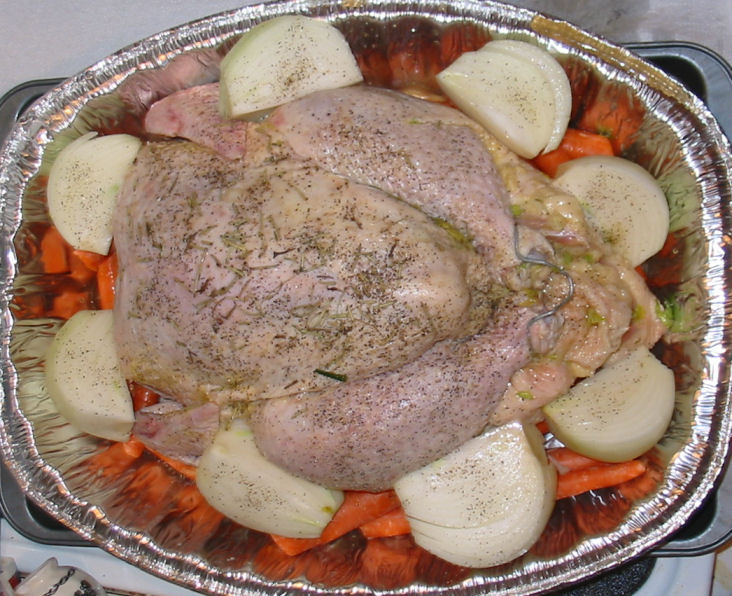
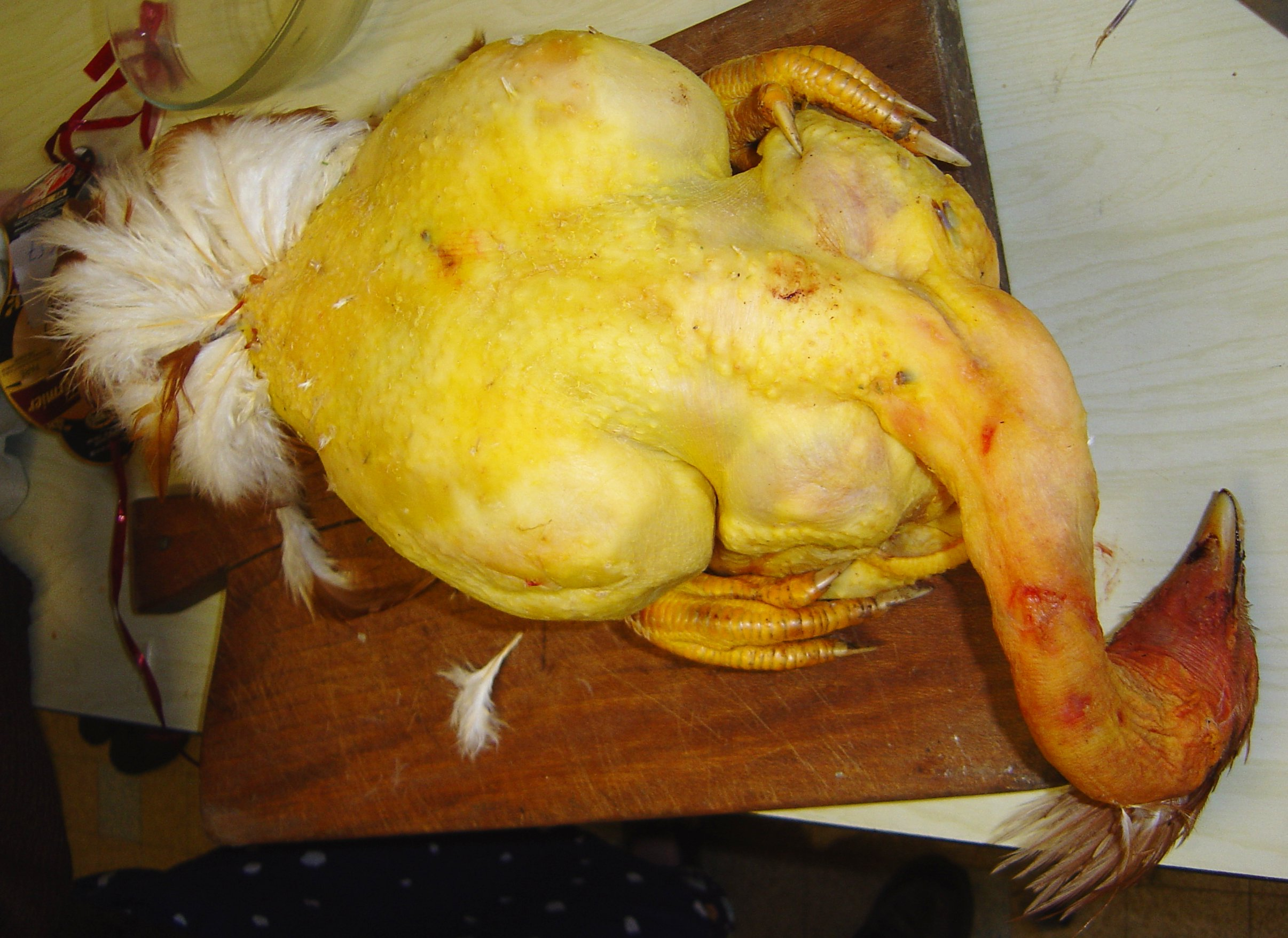
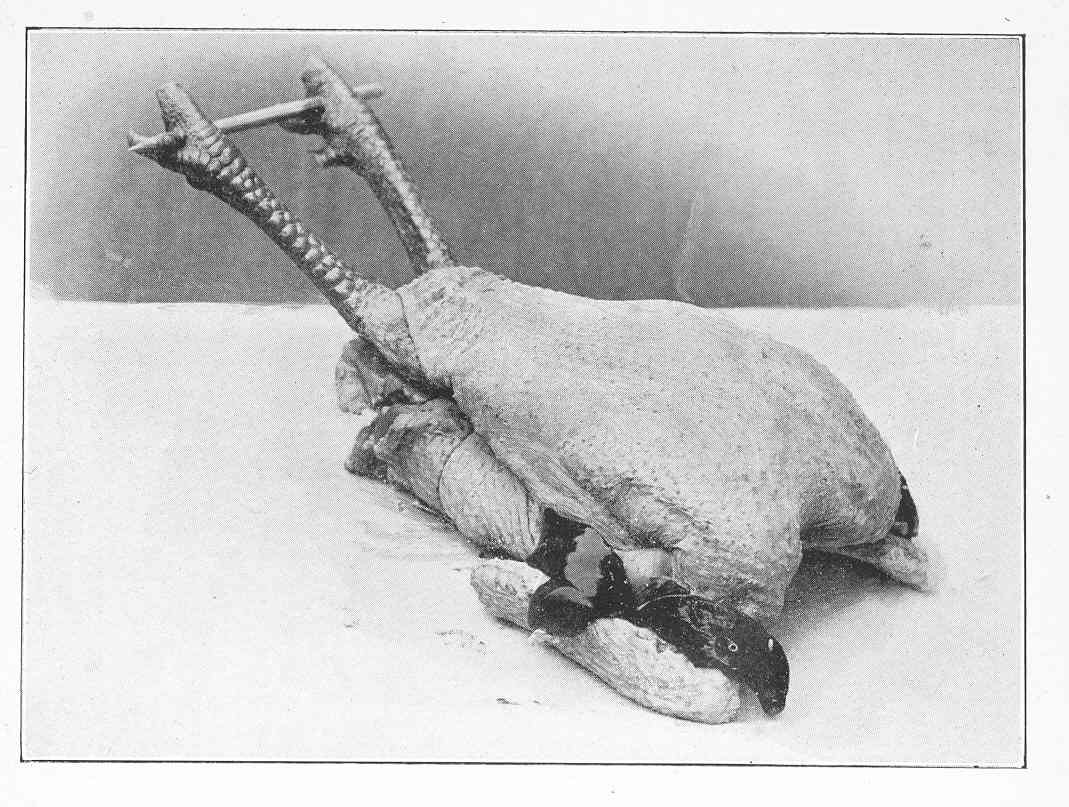
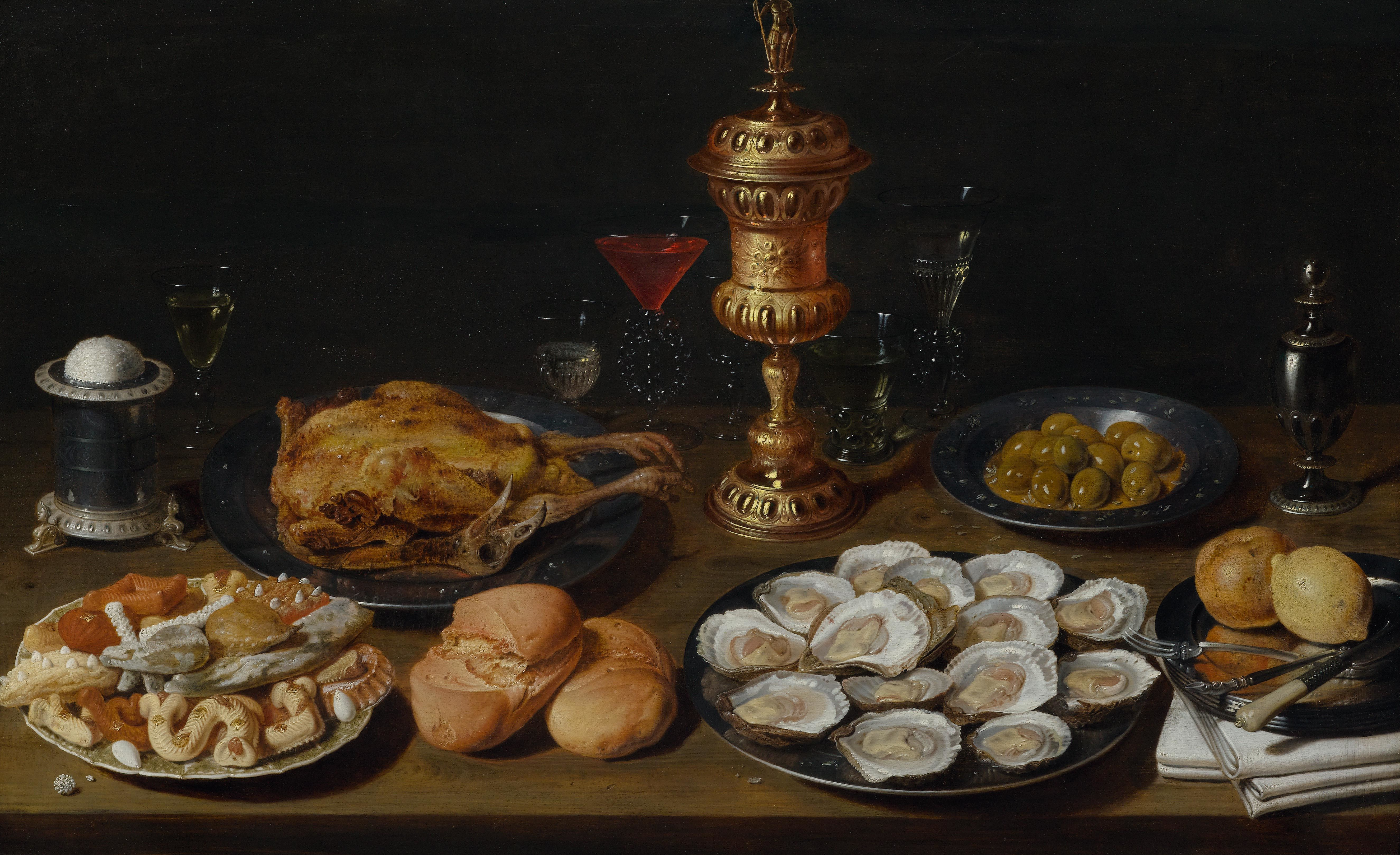

以前的中國人會飼養閹雞，在春節中享用。